# Ануфрієв Сергій Олександрович
Сергій Олександрович Ануфрієв (8 вересня 1964, Одеса, УРСР, СРСР) — український і російський художник та мислець, відомий як один із засновників групи «Інспекція «Медична герменевтика»». Співавтор книги «Міфогенна любов каст». Представник напрямку концептуалізму у мистецтві.

## Біографія
Народився у сім'ї спадкових художників. Батько, Олександр Ануфрієв, в шістдесяті роки був одним із засновників Одеської школи неофіційного мистецтва, що розвивала в традиціях місцевого колориту естетику модернізму. У 1980 році він емігрував до США. Мати, Маргарита Ануфрієва-Жаркова, також була яскравою представницею цього напрямку, у вісімдесяті роки очолювала Одеський музей сучасного мистецтва, в дев'яності роки — Одеський центр Сучасного Мистецтва. Саме вона познайомила сина з колом московських концептуалістів, в 1979 році показавши йому перший номер журналу «А — Я», а на початку вісімдесятих років безпосередньо ввівши в художнє середовище. Сергій здобув гарну освіту (в галузі філософії, мов та історії), чому сприяв вітчим, Євген Дмитрович Жарков, доктор філософських наук, соціолог, згодом — декан у  американському університеті в Лос-Анжелесі, а також перекладач (перекладав «Дослідження історії» А. Д. Тойнбі)
У 1982—1983 рр. Ануфрієв починає кар'єру художника, виставляючись в рамках проекту APTART в Москві на квартирі у Микити Алексєєва і в Одесі, в домашній галереї своєї матері Маргарити.
Протягом 1983-1986 рр. Сергію доводиться ховатися по психічних лікарнях від призову на війну до Афганістану і в цей період він майже не виставляється. Все змінюється з початком в СРСР «перебудови».
У 1985 році Сергій переїхав до Москви. Там він разом зі Свеном Тундлахом створив «Клуб авангардистів» (КЛАВА) і став його першим головою. Також брав участь у діяльності «Поп-механіки» Сергія Курьохіна і «Середньоруської височини» Андрія Монастирського. Спільно з Юрієм Лейдерманом і Павлом Пепперштейном створив у 1987 році «Інспекцію «Медична герменевтика»». Починаючи з 1989 року група починає виставлятися на Заході. На початку 1990-х Сергій працює в київському сквоті «Паризька комуна» («Паркомуна»), бере участь у групах «Хмарна комісія» та «Товариство Тарту».
У 1994 році Сергій вирушає до Європи, де спільно з Павлом Пепперштейном викладає у франкфуртській Штадельшуле і пише книгу «Штучні ідеології». Ануфрієв також викладає в Академії Мистецтв у Гамбурзі та Академії Мистецтв Умео у Швеції. В цей час Група «Інспекція «Медична герменевтика»» на два роки отримує майстерню в Кельні.
У 1998-2000 роках Сергій повертається до Одеси. Тут він бере участь у діяльності асоціації «Нове мистецтво», контр-культурного журналу «ПЛІ» і в створенні літературної школи «Одекаданс».
У 1999 році був вперше виданий написаний спільно з Павлом Пепперштейном роман «Міфогенна любов каст».
Через рік Сергій поїхав до Києва, де працював арт-директором галереї Марата Гельмана. Повернувшись в 2002 році в Москву, працював на тій же посаді в Галереї Гельмана в Москві. Тоді ж він провів серію акцій і відеофестиваль.
Вже в 2003 році художник переїхав до Санкт-Петербурга. Спільно з Гермесом Зайготтом і Сергієм Африкою (Бугаєвим) створив «Оркестр невідомих інструментів» — «ВОНИ». Потім знову повернувся до Москві, де познайомився з Катею Чалою. Від неї у нього народився син Тимофій (2004 р.) та дочка Анфіса (2006 р.). Художник розпочав роботу зі створення творчого центру «Газгольдер», «Газ-галереї», журналу «гурток», фільму "рови" (за п'єсою Олега Груза).
У 2009-2010 роках сім'я переїжджає в рідне місто Сергія, Одесу. Там художник продовжує активну творчу діяльність. На зорі 2010-х років Ануфрієв формулює основні принципи «паттернізму» і пише ряд теоретичних статей про Українське сучасне мистецтво в журналі Art Ukraine.

## Особисте життя
У 1985-му році Сергій одружився з архітектором і реставраторкою Марією Михайлівною Чуйковою. Шлюб тривав 14 років.
У 2003-му одружився з арт-кураторкою Катериною Володимирівною Чалою.
Діти
У шлюбі з Катериною Катериною Володимирівною Чалою у Сергія народився син Тимофій Сергійович Ануфрієв (2004 р. н.) та донька Анфіса Сергійовна Ануфрієва (2006 р. н.).
Художниця Марія Трьохсвятська також є матір'ю сина Сергія, Федіра Сергійовича Ануфрієва (2005 р. н.)

## Виставки
- 1982 — робоча експозиція в галереї APTART (групповая) (1-я выставка; журнал «А-Я», N. 4). СРСР, Москва.
- 1983 — персональна виставка APTART на квартирі Микити Алексєєва (на українській мові). СРСР, Москва.
- 1983 — акція групи «Коллективные действия». Остановка. СРСР, Москва.
- 1983 — акція групи «Коллективные действия». Звуковые перспективы поездки за город. СРСР, Москва.
- 1983 — виставка APTART в натуре. СРСР, Московська обл.
- 1983 — акція групи «Коллективные действия». Разделение. СРСР, Московська обл.
- 1983 — виставка APTART за забором. СРСР, Московська обл., дача братів Мироненко.
- 1983 — виставка «Придешь вчера — будешь первым». США, Нью-Йорк.
- 1984 — выставка Одесса — Москва (Одесский вариант). СРСР, Москва.
- 1986 — акція «Коллективные действия». Ботинки. СРСР, Київогорське поле, Московська обл.
- 1986 — виставка Искусство против коммерции, или Битца за искусство. СРСР, Москва.
- 1986 —«Творческая атмосфера и художественный процесс».  1-я виставка «Клуба авангардистов». СРСР, Москва.
- 1987 — серія виставок. Галерея на Автозаводській. СРСР, Москва.
- 1987 — акція групи «Коллективные действия». Произведение изобразительного искусства — картина. СРСР, Київогорське поле, Московська обл.
- 1987 — Выставка в аду, или Выставка для жителей нижнего и верхнего мира. СРСР, Москва.
- 1987 — Выставка кубизма. «Клуб Авангардистов». СРСР, Москва.
- 1988 — виставка ИсKUNSTво. Москва — Берлин/ Berlin — Moskau (перша серія). ФРН, Західний Берлін.
- 1989 — виставка «Дорогое искусство». СРСР, Москва.
- 1989 — виставка ИсKUNSTво. Москва — Берлин/ Berlin — Moskau (вторая серия). СРСР, Москва.
- 1989 — виставка «Neue sowjetische Kunst II». ФРН, Кельн.
- 1989 — виставка «The Green Show». США, Нью-Йорк.
- 1990 — виставка «Каталог». СРСР, Москва.
- 1990 — виставка «Mosca Moscow Москва 90». Италія, Мілан.
- 1990 — виставка  «Artisti Russi Contemporanei». Музей Луиджи Печчи. ИталІя, Прато.
- 1990 — виставка «In the USSR and Beyond. Seventy Seven Russian Artists. 1970–1990». Музей Стедлик. Нідерланди, Амстердам.
- 1990 — виставка в музеї Людвига. ФРН, Кельн.
- 1990 — виставка в галереї Карини. Италія, Флоренція.
- 1990 — виставка в Крингс—Ернст галереї. ФРН, Кельн.
- 1990 — виставка «Туда-сюда». СРСР, Москва.
- 1990 — виставка «Шизокитай: Галлюцинация у власти». СРСР, Москва.
- 1990 — виставка «За культурный отдых». СРСР, Москва.
- 1991 — виставка «По плану» (С. Ануфрієв та А. Гніліцький). Росія, Москва
- 1991 — виставка «Геополитика». Росія, Санкт-Петербург.
- 1991 — виставка «40 московских художников во Франкфурте‑на‑Майне». Музей МАНІ. ФРН, Франкфурт-на-Майні.
- 1991 — виставка «Ниже нуля». Галерея Grita Insam. Австрія, Вена.
- 1991 — виставка «Das Sakrale in der UdSSR» (Боковое пространство сакрального в СССР). Швейцарія, Цюрих.
- 1991 — виставка «!9-91». Галерея Вальхетурм. Швейцарія, Цюрих.
- 1991 — виставка «Militarleben von Kleinen Bildern». ФРН, Кельн.
- 1991 — виставка «Приватные занятия». Росія, Москва.
- 1991 — виставка «Мамка — Космос». Росія, Москва.
- 1992 — виставка «Искусство из первых рук, или апология застенчивости». Росія, Москва.
- 1992 — виставка в музее Остенде. Бельгія, Остенде.
- 1992 — «Швейцария + медицина». Шедхалле. Швейцарія, Цюрих.
- 1993 — виставка в центре ISI. Италія, Мілан.
- 1993 — виставка «Федорино горе». Росія, Москва.
- 1993 — виставка в зале на Автозаводской. С. Ануфриев и А. Гнилицкий (с. М. Ануфриевой). L-галерея. Росія, Москва.
- 1993 — виставка «Пустые иконы». Україна, Одеса.
- 1993 — виставка «Восточная Европа». Кунстхаус. ФРН, Гамбург.
- 1993 — виставка «Проблема трофея». Музей почты. Франція, Париж.
- 1994 — виставка «Fluchtpunkt Moskau» (Точка сборки — Москва). ФРН, Аахен.
- 1993 — виставка «Аква Вита» (совм. с О. Зиангировой, М. Чуйковой). Музей сучасного мистецтва. Україна, Одеса.
- 1994 — виставка «Mentale Landschaften Russlands» (совм. О. Зиангировой, М. Чуйковой). Galerie Parzival. ФРН, Берлин.
- 1994 — виставка «Nervi rennn» (совм. с О. Зиангировой, М. Чуйковой). Sprinkenhof. ФРН, Гамбург.
- 1994 — виставка Чили-хауз (с М. Чуйковой и О. Зиангировой). ФРН, Берлин.
- 1994 — виставка «Flug, Entfernung, Verschwinden» (Полет, Уход, Исчезновение) (часть 1). Чехия, Прага — ФРН, Кельн.
- 1994 — виставка в галереї Парціфаль (з М. Чуйкової). Австрія, Вена.
- 1994 — виставка в галереї Спровиери. ФРН, Альтенбург.
- 1994 — виставка у Московському музеї сучасного мистецтва. Росія, Москва.
- 1994 — виставка «Европа-94 (мед. кабинет)». Вілла Вальдберта. ФРН.
- 1995 — виставка «From Gulag to Glasnost: Nonconformist Art from the Soviet Union». Канада, Нью-Брансуик.
- 1995 — виставка «Kunst im Verborgenen. Nonkonformisten. Russland 1957–1995». ФРН, Людвігсхафен — Кассель — Альденбург.
- 1995 — виставка «Flug, Entfernung, Verschwinden.» (Політ, Догляд, Зникнення) (частина 2). ФРН, Мюнхен.
- 1995 — виставка «16 станций Фонтана» (з И. Гусевим та М. Ануфрієвой). Центр сучасного мистецтва. Україна, Одеса.
- 1995 — виставка «Номер Нулевого Комиссара» (з А. Насоновим).
- 1995 — акція «Ж.Н.Б.». Центр современного искусства. Україна, Одеса.
- 1995 — виставка «Проблема сувенира». Галерея Бланка. Україна, Київ.
- 1996 — виставка «Портрет». Русский музей. Росія, Санкт-Петербург.
- 1996 — виставка «Работы разных лет (1986–1996)» Клуб авангардистів. Росія, Москва.
- 1997 — виставка «Экология пустоты». Росія, Москва
- 1997 — виставка «Русское искусство в 15-ти судьбах. 1956 – 1991». Угорщина, Будапешт.
- 1997 — акція групи «Коллективные действия». «Рассказы участников». Росія, Москва.
- 1997 — виставка «Mystical correct». Galerie Hohenthal und Bergen. ФРН, Берлин.
- 1997 — виставка «Тупик нашего времени» (совм. с В. Захаровым). Московський музей сучасного мистецтва. Росія, Москва.
- 1998 — виставка «Копии Царя Соломона» (куратор). Росія, Москва.
- 1998 — виставка «Praprintium. Seltene Bucher aus dem Moskauer Samizdat». ФРН, Берлин.
- 1998 — виставка «Великий ничей» (совм. с А. Насоновым, И. Дмитриевым). L-Галерея. Росія, Москва.
- 1998 — виставка «Полюс холода». ГТГ. Росія, Москва.
- 1999 — виставка «Без названия» (совм. с А. Смирнским). ИСИС. Росія, Москва.
- 1999 — виставка «Trochu Viac o Laske/ On Love/ Once More». Угорщина, Будапешт.
- 1999-2000 — виставка «"Звезда М.Г." Психоделическая линия в российском искусстве 1990‑х годов». Росія, Красноярськ — Кемерово — Новосібирськ.
- 2000 — виставка «Сериалы». Манеж. Росія, Москва.
- 2001 — виставка «14 лет КЛАВы». Росія, Москва.
- 2001 — виставка «Жартома». Україна, Київ.
- 2001 — виставка «Невсерьез». Україна, Київ.
- 2002 — виставка «Шутя». Музей України. Україна, Київ.
- 2002 — виставка «Бибиков бульвар». Центр сучасного мистецтва. Україна, Одеса.
- 2002 — виставка «За Порогом (Украинское современное искусство)». Росія, Москва.
- 2002 — виставка «Нескончаемое путешествие в Китай». Росія, Санкт-Петербург.
- 2003 — виставка «За порогом. Актуальне мистецтво України/ За порогом. Актуальное искусство Украины». Росія, Єкатеринбург.
- 2003 — виставка «Fine Art». Росія, Москва.
- 2004 — выставка на поляне рядом с дачей Елены Куприной (спіл. з А. Філіпповим). Росія, Московська обл.
- 2004 — відкриття «Галлереи Одного Зрителя». Росія, Москва.
- 2004 — персональна виставка «Ассистка». Росія, Москва.
- 2004 — виставка «Записки у изголовья». Росія, Москва.
- 2004 — виставка «Вознесение после Воскресения». Росія, Москва.
- 2004 — виставка «Beyond Memory: Soviet Nonconformist Photography and Photo‑Related Works of Art». США, Нью-Йорк
- 2005 — виставка «APTART. 1982—1984. История». Росія, Москва.
- 2005 — виставка «Сообщники. Коллективные и интерактивные произведения в русском искусстве 1960–2000‑х.» Третьяковська галерея. I Московський бієнале сучасного мистецтва. Росія, Москва.
- 2005 — виставка «Диалектика надежды». 1‑я Московська бієнале сучасного мистецтва. Росія, Москва.
- 2005 — виставка «Утечка информации» (спіл. з А. Насоновым). Росія, Москва.
- 2007 — виставка «Верю». Вінзавод. Росія, Москва.
- 2007 — виставка «Под сенью Небесного Леса». II Фестиваль містериального мистецтва. Сахаровський центр. Росія, Москва.
- 2007 — виставка «Горе от ума». Росія, Москва.
- 2007 — виставка «Миру — мир». ГазГалерея. Росія, Москва.
- 2008 — виставка «Южнорусская концептуальная школа». Росія, Москва.
- 2008 — виставка «Хороший художник». Росія, Москва.
- 2008 — виставка «Die Totale Aufklärung. Moskauer Konzepkunst 1960–1990». ФРН, Франкфурт-на-Майні.
- 2008 — виставка «Яблоки падают одновременно в разных садах». Росія, Москва
- 2009 — виставка «Русский леттризм. Работа художника со словом от концептуализма до актуального искусства». Росія, Москва.
- 2009 — виставка «Приключения пляшущих человечков». Galerie OREL ART. Франція, Париж.
- 2009 — виставка «Пространственная литургия № 3». Росія, Москва.
- 2009 — виставка «П‑остановка». Росія, Перм.
- 2010 — виставка «Красная нить». Галерея М&Ю Гельман на Винзаводе. Росія, Москва.
- 2010 — виставка «Поле действий». Фонд Екатерины. Росія, Москва.
- 2010 — День печати. Росія, Москва
- 2011 — виставка «Пасьянс» (спіл. з Катею Чалою). Iragui Gallery. Росія, Москва.
- 2011 — виставка «Пустота». RuArts. Росія, Москва.
- 2011 — виставка «Заложники пустоты (эстетика пустого пространства и „пустотный канон“ в русском искусстве 1920—2000-х годов)». Третьяковська галерея. Росія, Москва.
- 2011 — виставка «Арт Москва». Iragui Gallery. Росія, Москва.
- 2011 — персональна виставка «Паттернизм». RuArts. Росія, Москва.
- 2011 — виставка «Passion Bild. Russische Kunst seit 1970». Швейцарія, Берн.
- 2012 — виставка «Средняя нога». Україна, Одеса.
- 2012 — виставка «Спасти президента». Україна, Київ.
- 2012 — виставка на галереї «Дача». Росія, Москва.
- 2012 — виставка «Сатурналии». Росія, Москва.
- 2013 — виставка «Трудности перевода». Франція, Ла Сель-Сен-Клу.
- 2013 — виставка «"Альбомы нынче стали редки…" Эволюция альбомного жанра с конца XVIII до начала XXI века». Росія, Москва.
- 2013 — виставка «Встреча Небесного Императора». Росія, Москва.
- 2013 — виставка «Паттернизм». RuArts. Росія, Москва.
- 2013 — виставка «Реконструкция. Часть I». Росія, Москва.
- 2013 — захід «АРТ МОСКВА 2013. Международная художественная ярмарка». Росія, Москва.
- 2013 — Фестиваль візуальних мистецьтв «Смешанный лес. № 2». Росія, Саратов.
- 2013 — виставка «Украшение красивого. Элитарность и китч в современном искусстве». Росія, Москва.
- 2014 — виставка «Реконструкция. Часть II». Росія, Москва.
- 2014 — виставка. «Фортошная». Галерея «Это не Здесь». Росія, Москва.
- 2016 — фестиваль «Cosmoscow». Росія, Москва.
- 2016 — виставка «Силуэты». Iragui Gallery. Росія, Москва.
- 2016 — виставка «Ситуация искусства в музее PERMM». Росія, Перм.
- 2016 — виставка «Dodge Collection Moscow Conceptualism». Zimmerli Art Museum. США, Нью-Джерси.
- 2016—2017 — виставка «KOLLETSIA!». Центр Помпиду. Франція, Париж.
- 2017 — Московское Биеннале Современного искусства. Галерея «Это не здесь». Росія, Москва.
- 2018 — виставка группы «МИР» С. Ануфрієва та І. Гусева. Фестиваль «СЛОВОНОВО». Чорногорія, Будва.
- 2018 — виставка группы «МИР» С. Ануфрієва та І. Гусева. Галерея SPAZIO 22. Италія, Милан.
- 2019 — виставка «Art Fiction». Одеський музей сучасного мистецтва. Україна, Одеса.
- 2019 — виставка группы «МИР». С. Ануфрієва та І. Гусева. Галерея Карась. Україна, Київ.
- 2019 — нова експозиція Одеського музею современного искусства (одесские художники начиная с 50-х годов). Україна, Одеса.
- 2020 — виставка «Воспоминание об APTART». Росія, Москва.
- 2021 — виставка «Уют и разум». Росія, Москва.
- 2021 — виставка «Мир как праздник». ЦТІ Фабрика. Росія, Москва.
- 2021 — виставка «Современная графика из собрания Центра Помпиду. Дар Флоранс и Даниэля Герлен». Пушкинський музей. Росія, Москва.
- 2022 — виставка «Сліди у Майбутнє» (рус. Следы в Будущее). Музей западного и восточного искусства. Україна, Одеса.

#### У складі «Інспекції „Медична герменевтика“»
- 1988 — семінар «Новые языки в искусстве». МГУ. СРСР, Москва.
- 1988 — персональна виставка Інспекції «Медична герменевтика». СРСР, Москва.
- 1988 — виставка «Каталог». СРСР, Москва.
- 1989 — виставка «Перспективы концептуализма». СРСР, Москва.
- 1989 — первая выставка на Западе (совместно с Виктором Пивоваровым). Галерея Молодых. Чехословакія, Прага.
- 1990 — виставка «Три инспектора». Чехословакія, Прага.
- 1990 — виставка «Dumont». Кунстхалле. ФРН, Дюссельдорф.
- 1990 — виставка «Between Spring And Summer» (Между весной и летом). США, Нью-Йорк.
- 1991 — виставка «Экспозиция». Росія, Москва.
- 1991 — виставка «Расщепление памяти/Die Spaltung des Gedächtnisses». ФРН, Дюсселдорф.
- 1991 –  виставка «В комнатах / V izbách». Чехословакія, Братислава.
- 1992 — Бинационале. Дюссельдорф — Росія, Москва.
- 1992 — виставка «НОМа, или Московский концептуальный круг». Кунстхалле. ФРН, Гамбург.
- 1993 — виставка «Пустые иконы». Росія, Москва.
- 1993 — виставка Adresse provisiore pour l’art contemporian russe/Временный адрес для современного русского искусства. Франція, Париж.
- 1993 — виставка Exchange 2. Швейцарія, Цюрих.
- 1993 — фестиваль «Новые территории искусства». Росія, Красноярськ.
- 1993 — ярмарок «Internationale Messe Osteuropäischer Kunst» ФРН, Гамбург.
- 1993 — виставка «Die goldenen Ikonen und eine schwarze Linie» (Золотые иконы и чёрная линия). Кунстферайн. ФРН, Гамбург.
- 1994 — виставка «Художник вместо произведения». Росія, Москва.
- 1994 — виставка «Parauev». Галлерея Grita insam. Австрія, Вена.
- 1996 — виставка «В гостях у сказки». Росія, Москва.
- 1997 — виставка «История в лицах. 1956—1996». Росія, Єкатиринбург — Нижній Новгород — Самара — Перм — Новосибірськ.
- 1997 — виставка «Я шагаю по Москве». Росія, Москва.
- 1997 — III Цетинская биеннале. Чорногорія, Цетине.
- 1997 — виставка «Новые иконы». Чорногорія, Цетине.
- 1998 — виставка «Евроремонт». Росія, Москва.
- 1999 — виставка «Российское искусство 1980–1990‑х годов». Росія, Москва.
- 1999 – 2000 — виставка «Neues Moskau». ФРН, Берлін.
- 1999 – 2000 — виставка «Безумный двойник». Росія, Москва — Нижній Новгород — Самара — Єкатеринбург.
- 2000 — виставка «Le pôle du froid. Inspection Herméneutique médicale et l'art russe des années 90». Франція, Париж.
- 2001 — виставка «Инспекция «Медицинская герменевтика» и её круг». Росія, Москва.

## Публікації
- Ануфриев С. А., Пепперштейн П. В. Мифогенная любовь каст. Том 1. — М.: Ad Marginem, 1999. — 480 c. — ISBN 5-93321-033-1.
- Инспекция «Медицинская герменевтика» Пустотный канон. В двух томах. — М: Библиотека Московского Концептуализма Германа Титова, 2014. — 344 c. — ISBN 978-5-91967-135-0